# Mário Barreto Corrêa Lima
Mário Barreto Corrêa Lima Fortaleza, Ceará, 7 de setembro de 1935) é um médico, sociólogo,professor emérito e gastroenteriologista brasileiro. Foi interno no Samaritan Hospital em Troy, Albany, Estados Unidos. Foi professor catedrático da Clínica Médica A da Escola de Medicina e Cirurgia do Rio de Janeiro. Foi diretor da Escola de Medicina e Cirurgia do Rio de Janeiro, Escola Médica da Universidade Federal do Estado do Rio de Janeiro e coordenador das Relações Internacionais da mesma escola. Foi duas vezes presidente da Sociedade de Medicina e Cirurgia do Rio de Janeiro. Foi Presidente da Associação Médica Brasileira e é membro titular da Academia Nacional de Medicina.
Casado com a senhora Guiomar Amorim Corrêa Lima em maio de 1961.
Irmão da Miss Brasil de 1955 Emília Barreto Corrêa Lima e tio-avô do ator, diretor e roteirista Eduardo Caldas.

## Biografia
Filho do notório Dr. Augusto Hyder Bizerril Correa Lima, médico sanitarista com grande influência política no Ceará, e da Sra. Sara Barreto Correa Lima. Tendo estudado no Liceu do Ceará, o Dr. Correa Lima foi, a seguir, interno no Instituto Lafayette, no Rio de Janeiro. Cursou medicina na Universidade Federal do Rio de Janeiro (UFRJ). Em 1959 completou a universidade. Porém, mesmo antes de terminar o curso universitário, trabalhava como paramédico.
Trabalhou também para o instituto de aposentadoria e pensões dos industriais, um trabalho público. Como seu pai, o Dr. Corrêa Lima se dedicou a causa pública e combatendo a AIDS no Rio de Janeiro. 
Ainda hoje, segue lecionando na UNIRIO, como professor emérito.
Dr Mario Barreto Corrêa Lima recebeu em 2016, em Brasília a Comenda Mario Rigatto por relevantes serviços prestados na Literatura e na Medicina. Recebeu o Título de Comendador, no Conselho Federal de Medicina.

## Eventos importantes na carreira médica do Dr. Corrêa Lima
- 1971 - UNIMED foi fundado em Rio de Janeiro, e Dr. Mário era o oitavo fundador.
- 1971 - Professor titular na medicina interna e nos diagnósticos físicos [UNIRIO].
- 1973 - Professor Titular de Doenças Infecciosas e Parasitárias na Universidade Federal do Rio de Janeiro - UNIRIO. Foi o Catedrático mais novo do Brasil na sua época.
- 1977 - Foi eleito Presidente da Sociedade de Medicina e Cirurgia do Rio de Janeiro - SMCRJ.
- 1979 - Foi reeleito Presidente da Sociedade de Medicina  e Cirurgia do Rio de Janeiro - SMCRJ.
- 1981 - Dr. Corrêa Lima foi eleito Presidente da Associação Médica Brasileira - AMB.
- 1985 - O primeiro livro a respeito da AIDS no Brasil foi escrito pelo Dr. Mário Corrêa Lima.
- 2000-2005 - Decano do Centro de Ciências Biológicas e da Saúde (CCBS) da [Universidade Federal do Estado do Rio de Janeiro]

. Foi o único a receber o Título de Médico do Ano no Rio de Janeiro por duas vezes, em 1983 e em 2006.
- 2007 - Dr. Mário Barreto Corrêa Lima recebeu a nomeação de professor emérito pela UNIRIO.

. 2016 - Dr. Mario Barreto Corrêa Lima recebeu a Comenda Mario Rigatto, no Conselho Federal de Medicina, em Brasília, por relevantes serviços prestados na Literatura e na Medicina.